# Jamelia
Jamelia Niela Davis (ur. 11 stycznia 1981 w Birmingham) – brytyjska piosenkarka.
Laureatka Eska Music Award (2007) w kategorii artystka roku – świat.
Ma dwie córki: Teję (ur. 2001) i Tiani (ur. 2005).

## Dyskografia
Albumy
- 2000: Drama
- 2003: Thank You
- 2006: Walk with Me
- 2007: Superstar – The Hits
- 2009: Jamelia – The Collection

Single
- 1999: So High
- 1999: I Do
- 2000: Stop
- 2000: Money
- 2000: Call Me
- 2000: Boy Next Door
- 2003: Bout
- 2003: Superstar
- 2004: Thank You
- 2004: See It In A Boy’s Eyes
- 2004: DJ/Stop
- 2006: Something About You
- 2006: Beware of the Dog
- 2007: No More